# Guerí de Trèveris
Guerí de Trèveris fou un comte merovingi originari de Turgòvia, que va exercir el càrrec a París (vers 654 a 676) i a Poitiers (segle VII). Era nascut vers 635 i hauria mort entre 677 i 708. Suposat fill de Wavrí de Turgòvia, comte de París, i de Sigrea de Nèustria. Es va casar vers 669 amb Gunza de Trèveris i hauria tingut dos fills: sant Lieví de Trèveris (nascut vers 672, mort vers 717), Guerí de Turgòvia (nascut vers 695, mort vers 772); un tercer, Girard de Roussillon, li és atribuït però sembla que hauria nascut massa tard (vers 720 quan el pare ja hauria mort).
Fou l'ancestre de Guerí de Provença.